# Rhaphium popularis
Rhaphium popularis är en tvåvingeart som först beskrevs av Becker 1922.  Rhaphium popularis ingår i släktet Rhaphium och familjen styltflugor.
Artens utbredningsområde är Taiwan. Inga underarter finns listade i Catalogue of Life.